# Karol Milik

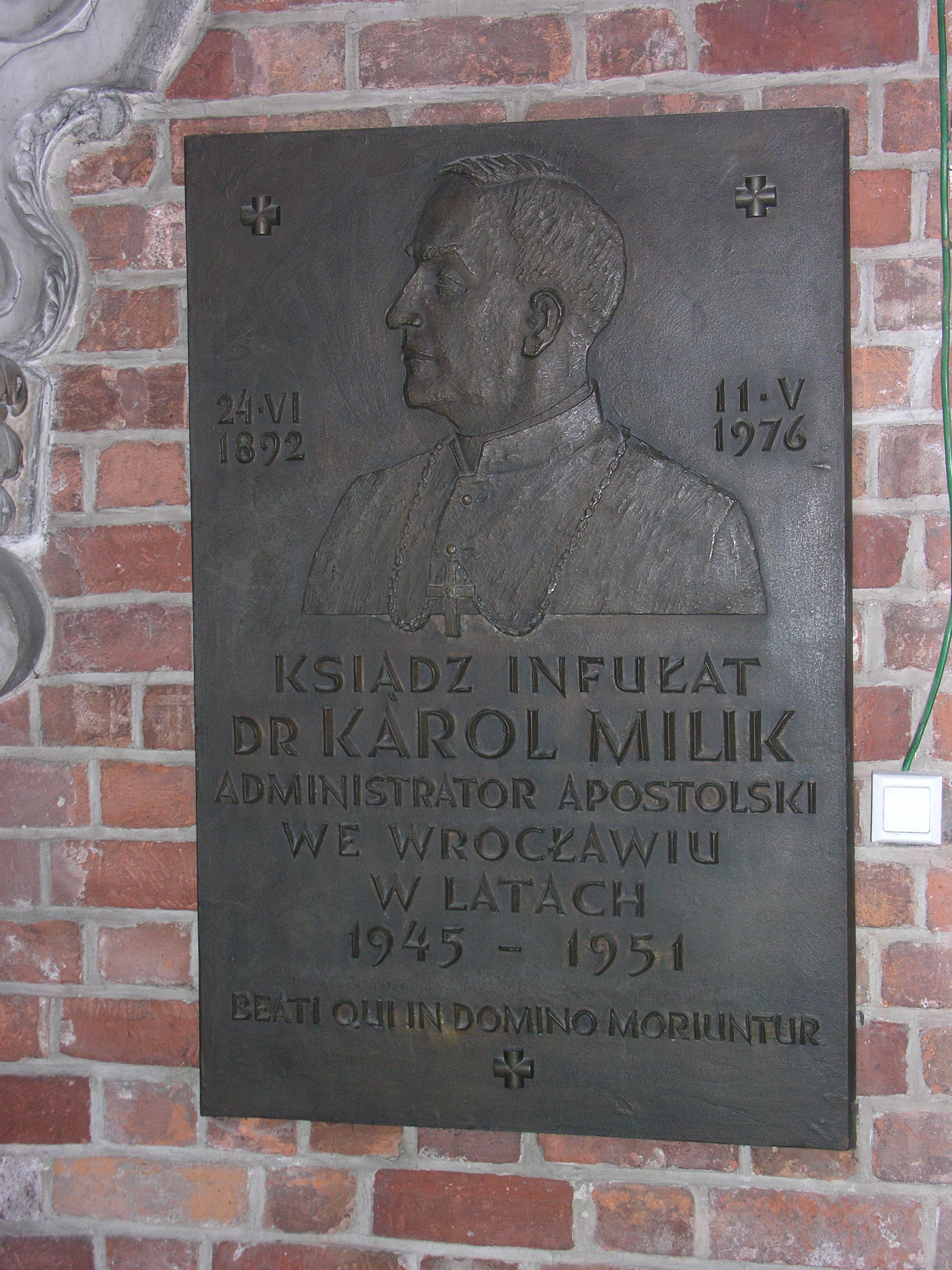
Grabmal für Karol Milik im Dom zu Breslau

Karol Milik (* 14. Juni 1892 in Rennersdorf (Renardowice) bei Czechowitz-Dzieditz in Österreich-Ungarn; † 10. Mai 1976 in Landsberg an der Warthe, Volksrepublik Polen) war ein polnischer Geistlicher und der erste Apostolische Administrator des Erzbistums Breslau nach dem Zweiten Weltkrieg.

## Werdegang
Karol Milik besuchte das polnische Gymnasium in Teschen und studierte anschließend an der Philosophisch-Theologischen Hochschule des Priesterseminars in Weidenau, das im ehemals österreichischen Bistumsteil der Diözese Breslau lag. 1915 wurde er durch den Breslauer Fürstbischof Adolf Bertram zum Priester geweiht und arbeitete im Ersten Weltkrieg als Militärseelsorger. Anschließend war er Direktor der Volksbibliotheken in Polen. Während des Zweiten Weltkriegs war er in Warschau untergetaucht und übernahm kurz nach Kriegsende das Rektorat der St.-Johannes-Kantius-Kirche in Posen.
Obwohl das Breslauer Domkapitel nach dem Tod von Kardinal Bertram am 16. Juli 1945 den bisherigen Domdechanten Ferdinand Piontek zum Kapitelvikar gewählt hatte, wurde Karol Milik am 15. August 1945 durch den polnischen Primas, Kardinal August Hlond, der das östlich der Oder-Neiße-Linie gelegene Kirchenprovinzgebiet Breslaus auf vier administrative Einheiten (Breslau, Oppeln, Allenstein und Landsberg an der Warthe) aufgeteilt hatte, zum Apostolischen Administrator von Breslau ernannt, wiewohl Hlond hierzu keine päpstliche Ermächtigung hatte.
Die offizielle Amtsübernahme durch Karol Milik erfolgte am 1. September 1945 unter sehr schwierigen Bedingungen. Piontek konnte noch bis Ende 1946 bleiben. Milik veranlasste den Aufbau einer polnischen Diözesanverwaltung und kirchlicher Organisationsstrukturen, während für den in der Sowjetzone gelegenen Teil des Erzbistums Breslau ab Oktober 1945 ein neues deutsches Ordinariat in Görlitz entstand. Milik sorgte für den Wiederaufbau des Breslauer Doms, der schon 1950 für die Gläubigen wieder zugänglich war. Nach zähem Bemühen erreichte Milik, dass ihm Meißens Bischof Petrus Legge am 24. Januar 1948 die Jurisdiktion des östlich der Neiße gelegenen meißnischen Diözesangebiets übertrug.
Am 26. Januar 1951 wurde den Administratoren in den ehemals deutschen Diözesen die weitere Amtsführung durch die kommunistischen Machthaber verboten. Sie wurden von dem verwalteten Amt abberufen und erhielten ein Aufenthaltsverbot für ihre bisherigen Residenzen. An ihrer Stelle wurden durch die Volksrepublik Polen sogenannte Kapitularvikare eingesetzt. Milik musste Breslau verlassen und wurde vorübergehend interniert.